# Мухаммад IV ибн Исмаил
Абу́ Абдулла́х Мухаммад IV ибн Исма́’и́л (араб. أبو عبد الله محمد بن إسماعيل‎; 1315 — 25 августа 1333) — шестой эмир Гранады из династии Насридов, правивший с 1325 по 1333 год. Он стал преемником своего отца Исмаила I всего лишь в 10 лет. Реальной властью в эмирате стала обладать придворная знать во главе с бабушкой Мухаммада IV по отцовской линии.

## Биография
В 1330 году Альфонсо XI предпринимает крестовый поход против Гранады. Кастильцы осаждают замок Эстрелла. 25 августа происходит сражение у Тебы между Мухаммадом IV и Альфонсо XI, в итоге гранадцы терпят поражение, однако в этом сражении погибает лорд Дуглас, предводитель присоединившихся шотландских крестоносцев. Вскоре пал и замок Эстрелла. В 1331 году Мухаммад IV признаёт вассальную зависимость от Альфонсо XI. В 1333 году Мухаммад IV помогает, как и генуэзцы, Маринидам взять Гибралтар. Союз с Маринидами вызвал возмущение у некоторой части гранадской знати, и в результате Мухаммад IV был убит по пути из Альхесираса в Гранаду. Он похоронен в Малаге.